# Коммунар (остров)
Коммуна́р — остров архипелага Северная Земля. Административно относится к Таймырскому Долгано-Ненецкому району Красноярского края.

## Расположение
Расположен в Карском море в западной части архипелага на расстоянии 600 метров к западу от западного окончания полуострова Марсельезы на острове Октябрьской Революции. В 12 километрах к югу от Коммунара лежат острова архипелага Седова.

## Описание
Имеет слегка вытянутую с запада на восток овальную форму с небольшим узким полуостровом в северо-восточной части. Длина острова — около 750 метров, ширина — немногим менее 600 метров. Существенных возвышенностей нет. Северное побережье — пологое, на юге — беспляжные обрывы высотой до 5 метров.

## Топографические карты
- Лист карты T-46-I,II,III Средний. Масштаб: 1 : 200 000. Состояние местности на 1988 год. Издание 1993 г.